# Brezje Dravsko
Brezje Dravsko (1900-ig Brezje) falu Horvátországban, Varasd megyében. Közigazgatásilag Cesticához tartozik.

## Fekvése
Varasdtól 20 km-re északnyugatra, a Dráva jobb partján a Varasdot a szlovéniai Ptujjal összekötő 2-es számú főút mellett a szlovén határ közelében fekszik.

## Története
Egykor itt haladt át a régi római út, mely Ptujt (Poetovio) és Eszéket (Mursa) összekötötte. A szőlőtermesztésnek évszázados hagyományai vannak a településen, melyet már a kelták és a rómaiak is műveltek ezen a vidéken.
1857-ben 108, 1910-ben 217 lakosa volt. 1920-ig Varasd vármegye Varasdi járásához tartozott. 2001-ben  a falunak 231 lakosa volt. Lakói főként mezőgazdaságból, szőlőtermesztésből élnek.

## Népessége
| Lakosság változása | Lakosság változása | Lakosság változása | Lakosság változása | Lakosság változása | Lakosság változása | Lakosság változása | Lakosság változása | Lakosság változása | Lakosság változása | Lakosság változása | Lakosság változása | Lakosság változása | Lakosság változása | Lakosság változása | Lakosság változása |
| ------------------ | ------------------ | ------------------ | ------------------ | ------------------ | ------------------ | ------------------ | ------------------ | ------------------ | ------------------ | ------------------ | ------------------ | ------------------ | ------------------ | ------------------ | ------------------ |
| 1857               | 1869               | 1880               | 1890               | 1900               | 1910               | 1921               | 1931               | 1948               | 1953               | 1961               | 1971               | 1981               | 1991               | 2001               | 2011               |
| 108                | 114                | 144                | 161                | 177                | 217                | 243                | 252                | 301                | 308                | 298                | 285                | 279                | 236                | 231                | 209                |